# 阿乙 (作家)

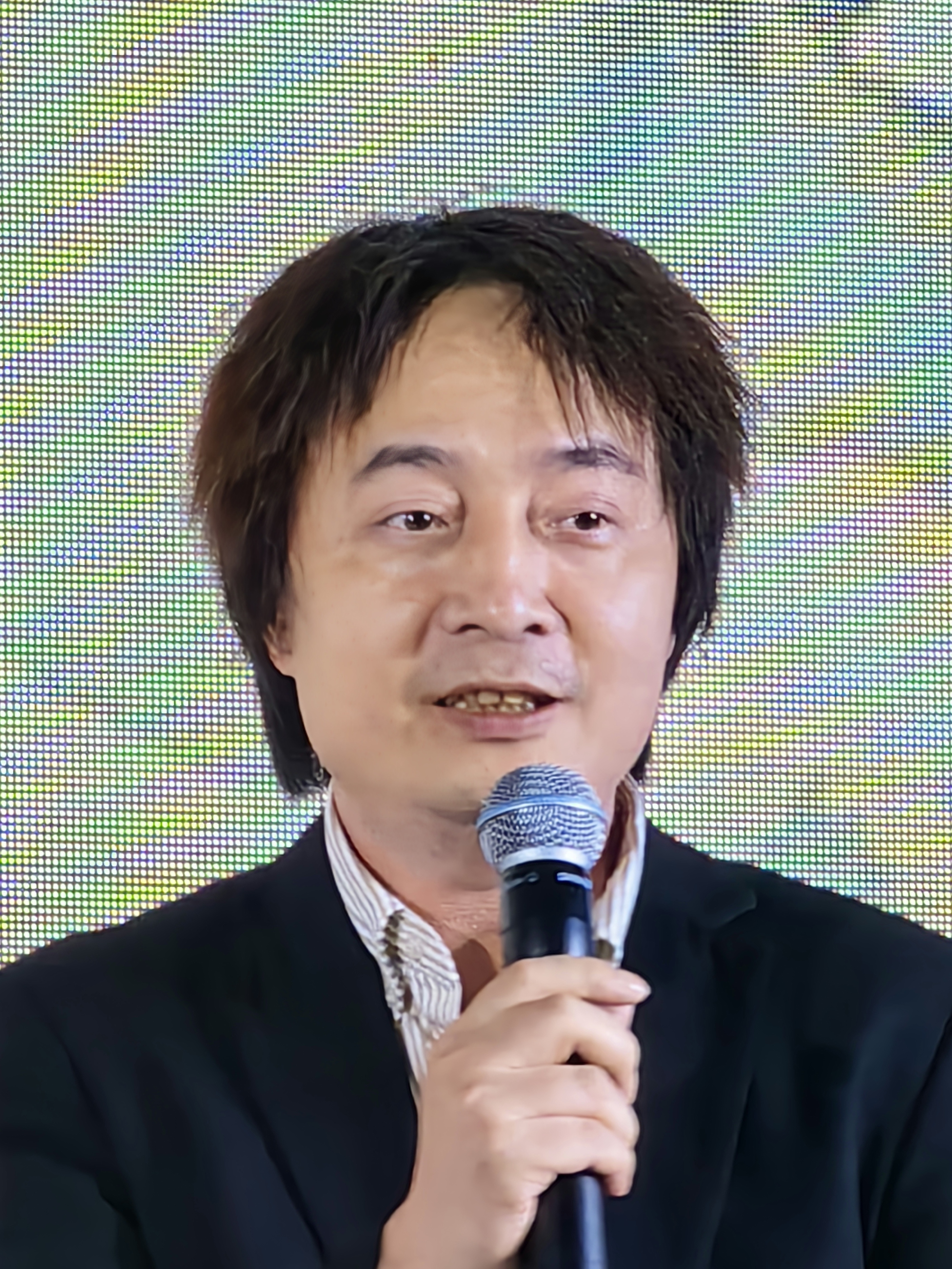
阿乙在2023年地坛书市

阿乙（1976年—），本名艾國柱，江西瑞昌人，中國當代小說家。曾任警察、編輯，現專事寫作。

## 主要作品
長篇小說
- 《下面，我该幹些什么》
- 《模范青年》
- 《早上九点叫醒我》

短篇集
- 《灰故事》
- 《鳥看見我了》
- 《春天在哪裡》
- 《情史失踪者》
- 《五百萬漢字》（精選輯）

散文
- 《寡人》
- 《阳光猛烈，万物显形》

## 主要榮譽
- 第十屆華語文學傳媒大獎年度最具潛力新人獎[2]
- 第二屆林斤澜短篇小说奖优秀短篇小说作家奖[3]